# Niezapominajka smukła
Niezapominajka smukła (Myosotis stenophylla Knaf) – gatunek roślin z rodziny ogórecznikowatych (Boraginaceae Juss.). Występuje w środkowej i południowo-wschodniej Europie. W Polsce prawdopodobnie wymarły. Rósł na kilku stanowiskach na Wyżynie Częstochowskiej i w Niecce Nidziańskiej.

## Morfologia
ŁodygaWzniesiona, do 40 cm wysokości, u góry rozgałęziona.
LiścieDolne liście na ogonkach dłuższych od blaszki. Średnie i górne wąskopodługowate, przytulone do łodygi.
KwiatyKielich pokryty licznymi włoskami haczykowatymi. Kwiaty zebrane w luźny kwiatostan.

## Biologia i ekologia
Bylina. Rośnie w murawach kserotermicznych na podłożu wapiennym. Kwitnie w maju i czerwcu.

## Zagrożenia
Kategorie zagrożenia gatunku:
- Kategoria zagrożenia w Polsce według Czerwonej listy roślin i grzybów Polski (2006)[6]: Ex (wymarły); 2016: RE (wymarły na obszarze Polski)[7].
- Kategoria zagrożenia w Polsce według Polskiej Czerwonej Księgi Roślin[8]: EX (wymarły).